# ماركيتا جيرابكوفا
ماركيتا جيرابكوفا (بالتشيكية: Markéta Jeřábková)‏ مواليد 8 فبراير 1996 في بلزن، هي لاعبة كرة يد تشيكية تلعب كظهير أيسر. مثلت منتخب التشيك لكرة اليد للسيدات.

## سجل المنافسة
شاركت في البطولات التالية:
- بطولة أوروبا لكرة اليد للسيدات 2016

## الإنجازات
- الدوري التشيكي لكرة اليد للسيدات:
  - الفوز: 2015

## روابط خارجية
- ماركيتا جيرابكوفا على موقع الاتحاد الأوروبي لكرة اليد (الإنجليزية)